# Аху Вај Уре
Аху Вај Уре је један од 3 ахуа у комплексу Аху Тахаји у близини града Ханга Роа, на Ускршњем острву, који још чине Аху Ко Те Рику са једном статуом и Аху Тахаји са једним великим моаијем. 
Аху Ваи Уре има пет статуа од чега је само једна нетакнута, а остале 4 фигуре су тешко оштећени, а једна је и без главе.